# Setembristen
Die Setembristen (portugiesisch: Setembristas) waren eine politische Strömung innerhalb des Liberalismus in Portugal, die nach der Septemberrevolution 1836 großen Einfluss in der portugiesischen Politik erlangen konnten.

## Entstehung des Setembrismus
Als 1828 Prinzregent Michael seine Nichte und Braut Maria II. entthronte, sich selbst zum König ausrief und den Absolutismus in Portugal wieder einführte, standen sämtliche Anhänger einer konstitutionellen Monarchie, die in Portugal als Liberale bezeichnet wurden, gegen die neue Regierung. Als die Absolutisten 1834 durch ihre Niederlage im Miguelistenkrieg jedoch von der Herrschaft entfernt wurden, und in der künftigen politischen Entwicklung des Landes keine Rolle mehr spielten, spalteten sich die Liberalen schnell in zwei Lager auf.
Der Gegensatz entzündete sich an der Frage, wie die zukünftige Verfassung des Landes aussehen sollte. Zwei Modelle standen zur Auswahl. Während der liberalen Revolution hatte eine verfassungsgebende Versammlung (Cortes) die liberale Verfassung des Septembers 1822 erarbeitet. Diese galt zunächst von 1822 bis 1823. September heißt auf Portugiesisch Setembro; die Anhänger dieser Verfassung, die den radikaleren Teil der Liberalen verkörperten, wurden deshalb Setembristen genannt. 1826 hatte dann König Peter IV. dem Land eine neue Verfassung gegeben, die sog. Charta. Diese war wesentlich konservativer gehalten als die Verfassung von 1822, da Peter IV. – vergeblich – gehofft hatte, durch die Charta auch die Wünsche der Absolutisten zufriedenzustellen. Die Anhänger der Charta wurden als Cartisten bezeichnet.
Da Maria II. selbst eine Anhängerin der Cartisten war, ernannte sie nach Ende des Miguelistenkrieges zunächst in kurzer Abfolge verschiedene cartistische Regierungen, die aber alle nach kurzer Zeit scheiterten.
Der Rechtsanwalt Manuel da Silva Passos aus Porto, der bedeutendste Führer der Setembristen, gewann immer mehr die Statur eines Oppositionsführers gegen diese cartistischen Regierungen. 1836 ernannte die Königin den Herzog von Terceira, einen Helden des Miguelistenkrieges und Führer der cartistischen Bewegung, zum Regierungschef. Dieser ging besonders kompromisslos gegen die Setembristen vor, so dass der Widerstand gegen das cartistische Regime im Lande wuchs.

## Die Setembristen an der Regierung
Im gleichen Jahr kam es schließlich zur Septemberrevolution und zur Machtübernahme der Setembristen. Der Herzog von Terceira hatte die Cortes aufgelöst und Neuwahlen ausgeschrieben, diese wurden auch planmäßig von den Cartisten gewonnen (die Wahlen jener Zeit wurden in Portugal manipuliert), nur in Porto und Viseu wurden setembristische Abgeordnete gewählt. Als diese in Lissabon eintrafen, um an der Eröffnung der Cortes teilzunehmen, bereitete ihnen die Bevölkerung einen triumphalen Empfang. Die Nationalgarde putschte daraufhin gegen die Regierung Terceira, unterstellte sich den Setembristen und proklamierte die Wiedereinführung der Verfassung von 1822. Terceira schickte Truppen gegen die Aufständischen, diese verbrüderten sich jedoch mit der Nationalgarde. Die Königin hatte darauf keine andere Wahl, als die Setembristen in die Regierung aufzunehmen und die Verfassung von 1822 anzuerkennen.
Die Setembristen regierten von 1836 bis 1842 in Portugal. Neben Manuel da Silva Passos war es vor allem Bernardo de Sá Nogueira de Figueiredo, der Markgraf von Sá da Bandeira, der als Innenminister und später auch Ministerpräsident die Politik der Setembristen bestimmte. Die Setembristen gingen durch eine Vielzahl von Reformen daran, das Land nach ihren Vorstellungen zu formen: Manuel de Silva Passos reformierte das Schulwesen und gründete die Akademie der schönen Künste und das Nationaltheater, ein modernes Steuersystem wurde eingeführt und die Sklaverei in allen Teilen des Reiches, also auch in den Kolonien, abgeschafft. Besondere Bedeutung hatte die Verabschiedung einer neuen, extrem demokratischen Verfassung im Jahr 1838.

## Widerstand gegen die Setembristen
Gegen die setembristische Regierung gab es mannigfaltigen Widerstand von Seiten der Cartisten, die auch die Unterstützung der Königin genossen. Bereits vier Wochen nach der Septemberrevolution und der Machtübernahme der Setembristen ereignete sich ein Putsch, der als Belenzada (nach dem Palast von Belém, einem Vorort von Lissabon) in die Geschichte einging. In diesen Palast hatte sich die Königin zurückgezogen und dort die wichtigsten Führer der Cartisten um sich versammelt. Auf deren Rat setzte sie die setembristische Regierung ab und ernannte ein neues, cartistisches Kabinett. Gleichzeitig setzte sie die Verfassungscharter wieder in Kraft. Die Nationalgarde hielt allerdings treu zu den Setembristen, besetzte einige strategisch wichtige Plätze in Lissabon und kappte alle Nachrichtenverbindungen nach Belém. Zusätzlich kompliziert wurde die Angelegenheit durch die Briten, die zwei Kanonenboote in den Tejo bei Lissabon schickten, angeblich um die Königin zu schützen, die von der Nationalgarde bedroht sei. Diese – unwillkommene – Hilfe führte zu großen Problemen für die Cartisten, da im Volk der Eindruck entstand, die Engländer würden sich auf Seiten der Cartisten in die inneren Angelegenheiten Portugals mischen. Auch viele Cartisten protestierten gegen die englische Intervention. Nachdem die Königin sah, dass sie nicht in der Lage war, die neue cartistische Regierung gegen den Willen der Nationalgarde durchzusetzen, entschied sie sich, eine neue setembristische Regierung unter der Führung Sá da Bandeiras zu installieren.
In den Jahren 1837 und 1838 kam es zu weiteren Aufständen der Cartisten, so im Juli 1837 zu dem sogenannten Aufstand der Marschälle (der diesen Namen erhielt, weil die beiden Helden des Miguelistenkrieges, die Herzöge von Terceira und Saldanha gegen die Setembristen putschten). Der Aufstand scheiterte, die aufständischen Marschälle – Saldanha, Terceira, Palmela – mussten das Land verlassen. Ebenso scheiterten 1838 drei Meutereien des Arsenals in Lissabon, die von der Regierung Sá da Bandeira niedergeschlagen wurden.

## Das Ende der setembristischen Regierung
Auch wenn die setembristische Regierung sämtliche Aufstände niederschlagen konnte, forderte die dauernde Opposition der Cartisten und der Königin schließlich ihren Preis. Manuel da Silva Passos, die Galionsfigur des Setembrismus, hatte sich bereits 1837 resigniert aus der aktiven Politik zurückgezogen. Diese zunehmende Schwäche zeigte sich darin, dass sich die Setembristen nicht dagegen wehren konnten, dass die Königin 1839 mit António Bernardo da Costa Cabral, dem späteren Markgrafen von Tomar, einen führenden Cartisten zum Justizminister ernannte. Dieser fungierte daraufhin praktisch als cartistischer „Aufpasser“ in dem setembristischen Kabinett. Bereits 1841 war mit dem Grafen von Bonfim die letzte wirklich setembristische Regierung gescheitert. Bonfims Nachfolger, Joaquim António de Aguiar, stand bereits den Cartisten nahe.
Am 27. Januar 1842 sah Costa Cabral, zu diesem Zeitpunkt Justizminister, schließlich seine Chance gekommen. Er reiste nach Porto, wo er die Wiedereinführung der Verfassungscharta proklamierte. Die Königin stand dieser Entwicklung extrem positiv gegenüber, wagte allerdings noch nicht, Costa Cabral offen zu unterstützen. Sie ernannte eine gemäßigt konservative Regierung unter dem Herzog von Palmela, die sich allerdings nur zwei Tage an der Macht halten konnte. Am 9. Februar 1842 wurde dann eine cartistische Regierung unter dem Herzog von Terceira ernannt, und diese ermöglichte Costa Cabral am 21. Februar als Innenminister in die Regierung einzutreten. Costa Cabral wurde schließlich Regierungschef und regierte das Land bis 1846 diktatorisch.

## Entwicklungen nach Ende der setembrischen Regierung
Aus den Setembristen entwickelte sich ab 1852 die Historische Partei, die 1856 zum ersten Mal an die Macht kam. In Portugal entwickelte sich ein Zweiparteienregime, bei dem sich die Historische Partei und die Regenerationspartei, die Erbin der Cartisten, einander in der Regierungsverantwortung ablösten. Aus der Historischen Partei entwickelte sich schließlich die Progressive Partei, die eine wichtige Rolle bis zum Ende der portugiesischen Monarchie spielen sollte.